# Ихор Охирко
Ѝхор Васѝльович Охѝрко (на украински: Ігор Васильович Огірко) е украински учен, доктор на физическите и математически науки, професор.

## Биография
Ихор Охирко е роден на 14 април 1952 г. в Лвов, УССР.
През 1974 г. завършва Лвовския държавен университет, специалност Приложна математика. Защитава дисертация по математически методи за оптимизация и симулация (1978). Ръководител на катедра Приложна математика. Научно направление – информационни системи.
От 1995 г. работи в Лвовския държавен университет по физическа култура, където е професор в катедрата по икономика, информатика и кинезиология.